# バイオベンチャー
バイオベンチャー（Bio-Venture,Biotech Venture）とは、バイオテクノロジーを主たる事業とする新興中小企業を指す（定義は後述）。欧米では一般にバイオテクノロジーを扱う企業をBiotech Companiesと呼び、設立時期の新しい企業に言及する際はStart-ups、中小企業を表す際はSMEs(Small and Medium Enterprises)を使用して大企業と区別している。医薬品の開発を行うものは創薬ベンチャーとも呼ぶ。

## 定義
バイオインダストリー協会では、下記の4つの条件を満たすものを「バイオベンチャー」と定義している。
1. バイオテクノロジーを手段または対象として事業を行うもの
2. 中小企業基本法による中小企業の定義のうち、従業員数に関する条件に当てはまるもの
3. 設立から20年未満のもの
4. 研究開発、受託研究サービス、製造、先端科学関連コンサルティング等を主たる事業とするもの

## 事業
医薬品、医療・健康（医薬品を除く）、農林水産業、環境・エネルギー、研究支援などの分野が相当する。2014年度の調査では研究支援分野117社、医療・健康86社で、この2分野で日本のバイオベンチャーの約7割を占める。医薬品の39社がこれに次ぐ。大学からコア技術を得ている「大学発ベンチャー」が過半数を占める。非創薬系の中には畜産やバイオ燃料、廃棄物処理技術の開発を行う企業もある。
従来の低分子医薬品は開発に多額の費用と長い時間を要すため大企業による開発が一般的であったが、バイオ医薬品ではアイデアを生かした開発が可能となり、大学やベンチャー企業の参入が容易になった。製薬業界では、1990年前後に開発された大型医薬品（ブロックバスター）の特許が切れる2010年問題を控え、後発医薬品進出による売上減少をカバーする必要に迫られた。社内での新薬開発では間に合わず、外部からの技術導入が必要となる。大手製薬会社では従来有効な治療法のなかった疾患（アンメット・メディカル・ニーズ）に重点疾患領域を移しつつあった。抗がん剤などもこれにあたるが、バイオ医薬品の実用化によりベンチャーが得意とする分野となっていた。このことから、製薬会社ではバイオベンチャーとの提携や買収を積極的に進める動きが加速していった。
創薬ベンチャーは製薬会社とライセンス契約し、パイプライン（新薬候補物質）の開発を行う。アップフロント（契約時の一時金）、マイルストーン・ペイメント（開発の進捗に応じて段階的に支払われる）、ロイヤリティ（製品上市後に、売上実績から支払われる）の3種類の契約条項を締結することが一般的である。治験において副作用が確認される、あるいは有効性が確認されないなどの理由により製品化に到達できないリスクも小さくはない。パイプラインを一つしか有していない場合には、その事業の失敗により企業としての存続が困難になる場合がある。

## 歴史
1976年に遺伝子組み換えの大腸菌を利用したインスリン製剤の大量生産に成功したジェネンテックがアメリカ合衆国で創業。これがバイオベンチャーの第一号である。これに次いで1970年代後半から1980年代にかけてアムジェン、バイオジェンなどのバイオベンチャーが創業。製薬会社とのアライアンスを構築し、大企業に成長していった。1990年代にはヒトゲノム計画の進展に合わせ、ゲノム関係のベンチャーが数多く創業した。日本でバイオベンチャーの設立が盛んになったのは1990年代後半から2000年代前半にかけてで、2002年がピークであった。この背景には、政府のバイオテクノロジー振興策や、マザーズやヘラクレスなどベンチャー向け株式市場が開設されたことがある。株式公開は2000年12月のインテック・ウェブ・アンド・ゲノム・インフォマティクスが第一号であった（2011年にインテックに吸収合併）。
2006年には「バイオバブル崩壊」が起き、2008年のリーマン・ショックによるリスクマネー供給抑制の動きが追い打ちをかけて企業数は減少に転じた。また、2008年には創薬ベンチャーと製薬会社との提携件数が増加し、研究支援型から創薬型へと主流が移っていった。

## 主なバイオベンチャー
日本のバイオベンチャーで時価総額の大きい企業には下記の例がある。
- ペプチドリーム（2013年上場 東証一部4587）4043億円
- タカラバイオ（2004年上場 東証一部4974）1820億円
- ネクセラファーマ（2004年上場 マザーズ4565）1501億円
- ユーグレナ（2012年上場 東証一部2931）960億円

上場時期の古い企業には、下記の例がある
- アンジェスMG（2002年9月25日上場 マザーズ4563）
- メディネット（2003年10月8日上場 マザーズ2370）
- オンコセラピー・サイエンス（2003年12月8日上場 マザーズ4564）

アメリカにはアムジェンやギリアド・サイエンシズなど時価総額10兆円を越えるバイオベンチャー企業も存在する。